# Steinefrenz
Steinefrenz település Németországban, Rajna-vidék-Pfalz tartományban. Lakosainak száma 771 fő (2023. december 31.). Steinefrenz Nomborn, Girod és Montabaur községekkel határos.

## Népesség
A település népességének változása:
| Lakosok száma | 551  | 778  | 807  | 794  | 801  | 771  |
|               | 1975 | 2017 | 2019 | 2021 | 2022 | 2023 |